# Мольнар, Иштван
Иштван Мольнар (венг. Molnár István; 10 февраля 1933, Будапешт — 29 июля 2015, Будапешт) — венгерский шахматист.

## Биография
В начале 1950-х годов Иштван Мольнар был одним из лучших молодых венгерских шахматистов. В 1950 году в Будапеште он добился своего лучшего результата на чемпионате Венгрии по шахматам, где разделил 5-е — 7-е место.
Иштван Мольнар представлял сборную Венгрии на шахматной олимпиаде в 1952 году. Он также выступал за Венгрию на трёх командных чемпионатах мира по шахматам среди студентов (1955, 1957, 1958), где в 1955 году играл на 1-й доске и завоевал бронзовую медаль в командном зачёте.
После 1950-х годов редко участвовал в шахматных турнирах.